# Olympische Sommerspiele 1988/Teilnehmer (Simbabwe)
| Gelbes Symbol für Goldmedaillen mit stilisierten Olympischen Ringen | Graues Symbol für Silbermedaillen mit stilisierten Olympischen Ringen | Braundes Symbol für Bronzemedaillen mit stilisierten Olympischen Ringen |
| ------------------------------------------------------------------- | --------------------------------------------------------------------- | ----------------------------------------------------------------------- |
| —                                                                   | —                                                                     | —                                                                       |

Simbabwe nahm an den Olympischen Sommerspielen 1988 in Seoul, Südkorea, mit einer Delegation von 29 Sportlern (23 Männer und sechs Frauen) teil.

## Teilnehmer nach Sportarten

### Bogenschießen
- Paul Bamber
Einzel: 60. Platz
Mannschaft: 21. Platz

- Alan Bryant
Einzel: 72. Platz
Mannschaft: 21. Platz

- Wrex Tarr
Einzel: 78. Platz
Mannschaft: 21. Platz

- Merrellyn Tarr
Frauen, Einzel: 62. Platz

### Boxen
- Nokuthula Tshabangu
Fliegengewicht: 17. Platz

- Ndaba Dube
Bantamgewicht: 17. Platz

- Duke Chinyadza
Halbweltergewicht: 9. Platz

### Judo
- James Sibenge
Leichtgewicht: 33. Platz

- Patrick Matangi
Halbmittelgewicht: 14. Platz

### Leichtathletik
- Fabian Muyaba
100 Meter: Vorläufe
200 Meter: Vorläufe

- Elijah Nkala
400 Meter: Vorläufe

- Melford Homela
800 Meter: Viertelfinale
1500 Meter: Vorläufe

- Stanley Mandebele
5000 Meter: Vorläufe
10.000 Meter: Vorläufe

- James Gombedza
Marathon: 72. Platz

- Gaily Dube
Frauen, 100 Meter: Vorläufe
Frauen, 200 Meter: Vorläufe

- Linda Hunter
Frauen, Marathon: 55. Platz

### Radsport
- Pierre Gouws
Straßenrennen, Einzel: 99. Platz

- Gary Mandy
Straßenrennen, Einzel: 105. Platz
1000 Meter Zeitfahren: 20. Platz

### Schießen
- Kenneth Johnston
Kleinkaliber, liegend: 55. Platz

- Rodney Tudor-Cole
Trap: 49. Platz

### Schwimmen
- Vaughan Smith
50 Meter Freistil: 52. Platz
100 Meter Freistil: 46. Platz
200 Meter Freistil: 42. Platz
200 Meter Lagen: 50. Platz

- Graham Thompson
50 Meter Freistil: 53. Platz
100 Meter Freistil: 60. Platz
100 Meter Schmetterling: 43. Platz
200 Meter Lagen: 47. Platz

- Brett Halford
100 Meter Rücken: 44. Platz
200 Meter Rücken: 37. Platz

- Catherine Fogarty
Frauen, 50 Meter Freistil: 40. Platz
Frauen, 100 Meter Freistil: 49. Platz
Frauen, 200 Meter Freistil: 41. Platz

### Segeln
- Vernon Lapham
Windsurfen: 43. Platz

### Tennis
- Mark Gurr
Einzel: 33. Platz
Doppel: 9. Platz

- Phillip Tuckniss
Doppel: 9. Platz

- Julia Muir
Frauen, Einzel: 17. Platz

### Wasserspringen
- Tracy Cox-Smyth
Frauen, Kunstspringen: 12. Platz